# 烏帕瓦喬區
14°41′38″S 74°07′27″W / 14.69389°S 74.12417°W
烏帕瓦喬區（西班牙語：Distrito de Upahuacho），是秘魯的一個區，位於該國中南部阿亞庫喬大區的帕里納科查斯省，始建於1961年4月10日，面積587.4平方公里，海拔高度3,319米，2005年人口2,134，人口密度每平方公里3.6人。